# Янака (кладбище)
Кладбище Янака (яп. 谷中霊園) — муниципальное кладбище в специальном районе Тайто в Токио, в Японии.
Кладбище известно также своими насаждениями сакуры, в период ханами привлекающее десятки тысяч японских и иностранных посетителей. Главная аллея кладбища носит название «авеню сакур».
Территория кладбища составляет более 100 тысяч квадратных метров, где находится более 7 тысяч захоронений.

## История
Исторически кладбище было часть буддийского храма Тэннё-дзи (天王寺), а его главная аллея — дорогой ведущей к нему. Примерно в середине аллеи находятся руины пятиэтажной пагоды, возведённой в 1908 году. Пагода была сожжена ночью летом 1957 года в ходе инцидента с двойным самоубийством.
В период Мэйдзи, когда правительство Японии проводило политику разделения буддизма и синтоизма, синтоистские погребения стали более привычным явлением, однако вызвало организационные проблемы, так как японские кладбища были частью буддийских храмов. Было принято решение об открытии муниципальных кладбищ в связи с чем в 1872 году у буддийского храма Тэннё-дзи была реквизирована часть территории и обращена в Токийский общественный некрополь — крупнейший на тот период в стране.
В 1935 году название было изменено с Янака Бочи (谷中墓地 Yanaka Graveyard) на настоящее Янака Рейен (谷中霊園 Yanaka Reien).

## Мемориальные захоронения
захоронения японцев

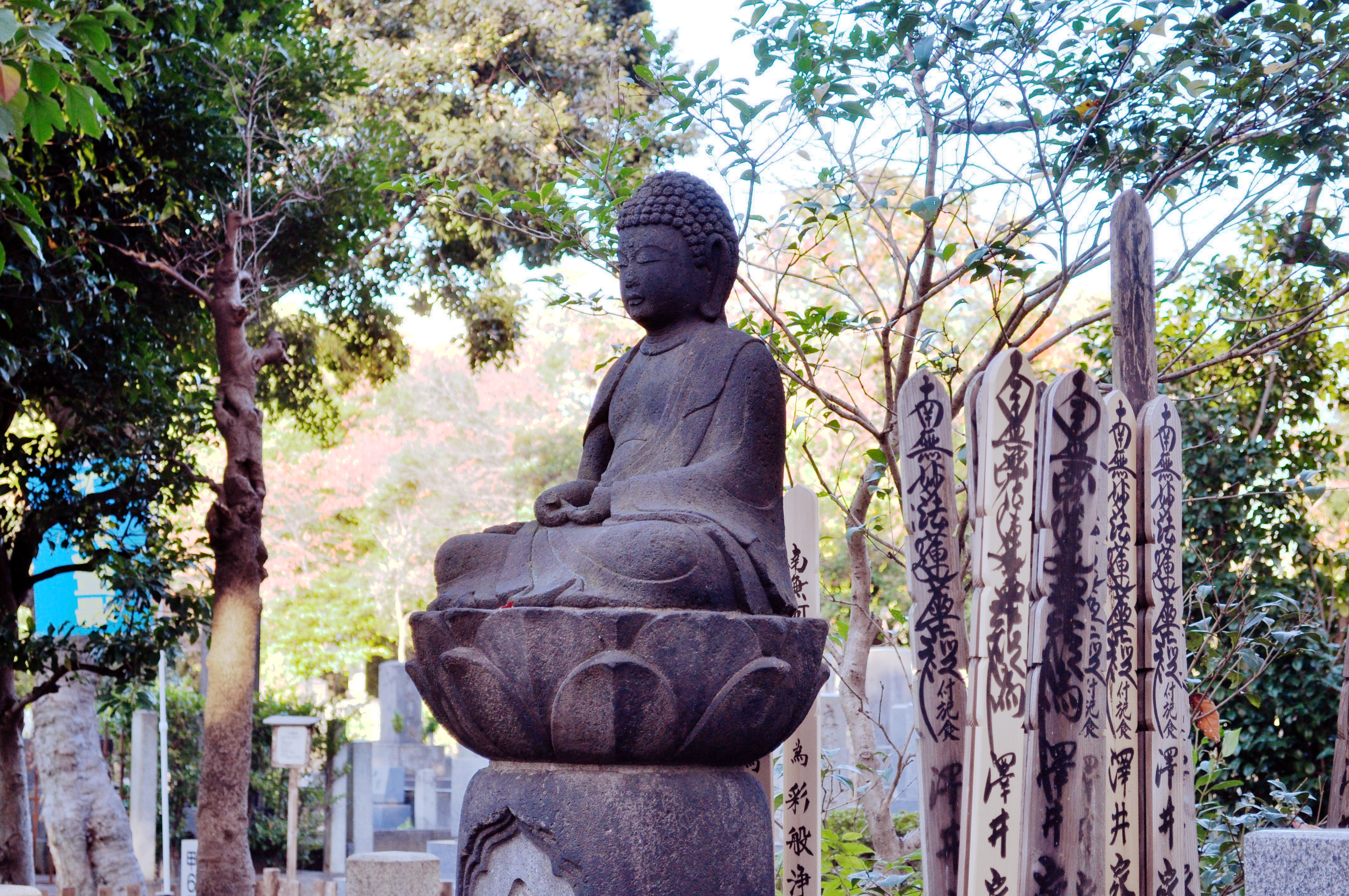

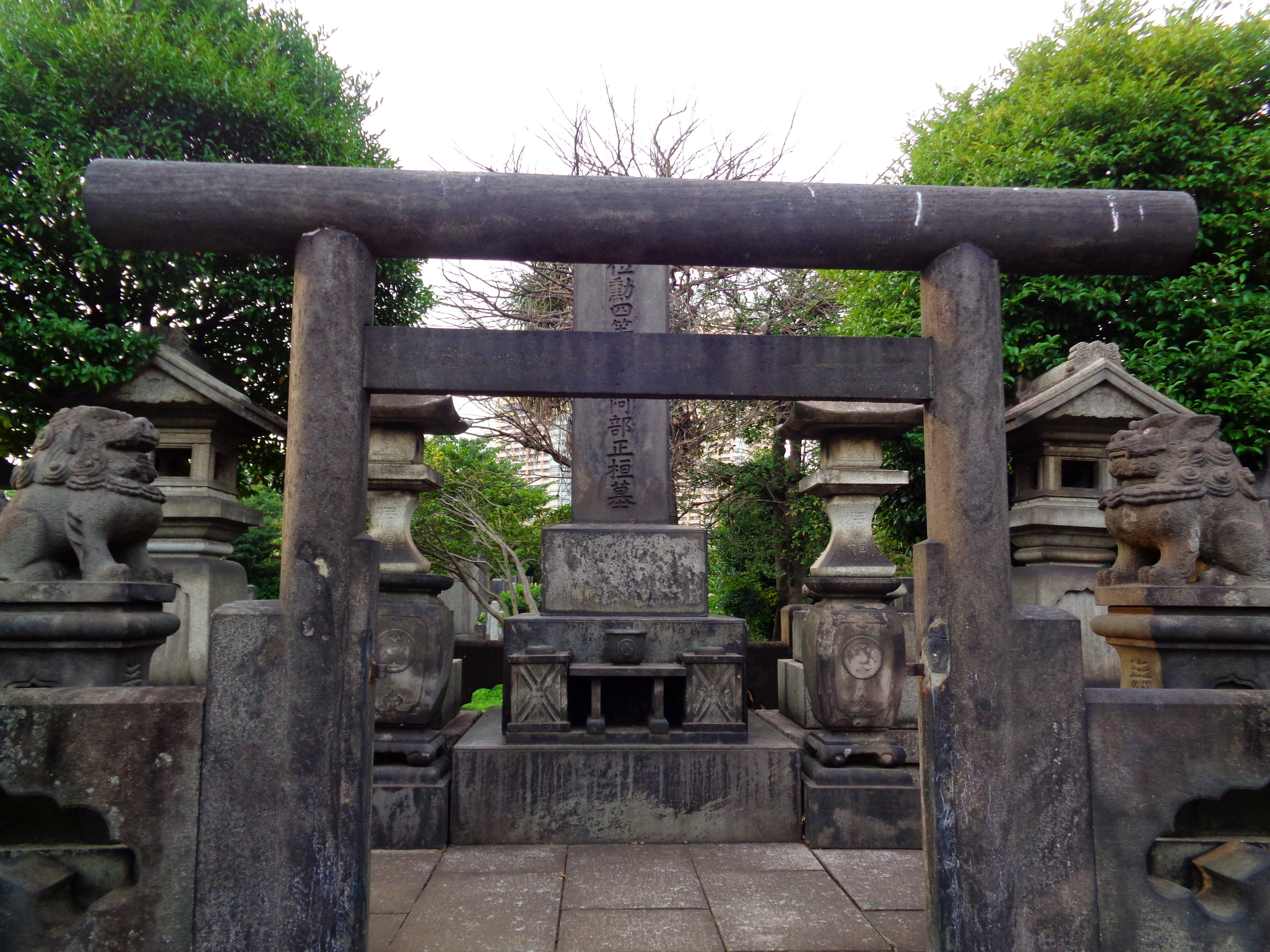

- Арисака, Нариакэ (1852—1915) — генерал-лейтенант, изобретатель винтовки Арисака.
- Энти, Фумико (1905—1986) — писательница и драматург.
- Инагаки, Хироси (1905—1980) — японский кинорежиссёр.
- Хитатияма Таниэмон (1874—1922) — борец сумо.
- Кикути Дайроку (1855—1917) — математик и педагог.
- Макино Томитаро (1862—1957) — японский ботаник.
- Хатояма, Итиро (1883—1959) — премьер-министр Японии.
- Мияги, Митио (1894—1956) — слепой музыкант.
- Токугава Ёсинобу (1837—1913) — 15-й и последний сёгун Японии.
- Уэда, Бин (1874—1916) — японский критик и поэт.
- Ёкояма Тайкан (1868—1957) — японский художник.
- Токугава, Иэмаса (1884—1963) — японский аристократ.
- Мацудайра, Ёринага (1874—1944) — японский аристократ.
- Хасэгава, Кадзуо (1908—1984) — японский актёр театра и кино.
- Николай (Оно) (1872—1956) — православный епископ Токийский.
- Феодосий (Нагасима) (1935—1999) — православный епископ Токийский.

захоронения иностранцев
- Николай Японский (1836—1912) — русский миссионер.
- Сергий (Тихомиров) (1871—1945) — русский миссионер.